# Международный союз немецкой культуры
Международный союз немецкой культуры (МСНК) — ассоциация общественных объединений. МСНК объединяет действующие во многих регионах России центры встреч (ЦВ): центры немецкой культуры, национально-культурные автономии, общества «Возрождение», российско-немецкие дома. Коллективными членами Союза также являются национальные организации немцев Белоруссии, Молдовы, Узбекистана, Азербайджана, Грузии и Эстонии, ряд немецких обществ на Украине, в Киргизии и Казахстане.

## Цели и задачи
МСНК представляет интересы центров встреч на федеральном уровне, тогда как для координации их деятельности на региональном уровне в федеральных округах России созданы межрегиональные советы центров встреч, способствующие укреплению системы самоорганизации российских немцев.
Главной целью деятельности союза является сохранение культурной идентичности и общности российских немцев. Для этого организуются фестивали и дни немецкой культуры, выставки художников и исторических материалов, проводятся семинары, научные конференции, издаются книги по истории и культуре российских немцев, газеты и журналы.
Деятельность Союза основывается на демократических принципах, руководство осуществляют Президиум и Совет МСНК. Исполнительным органом является бюро МСНК. Председателями МСНК с момента основания являются Генрих Мартенс и Ольга Мартенс.

## История
МСНК создан на учредительной конференции, состоявшейся в Москве 28 июня 1991 года как Союз в поддержку культуры немцев СССР (современное название — с сентября 1991 года). Таким образом, МСНК является сегодня старейшим действующим общественным объединением немцев России федерального уровня.
На конференции был принят устав, в котором изложены цели и задачи Союза:
- представление и защита прав и законных интересов Союза и членов Союза в российских и зарубежных органах государственной власти и местного самоуправления, общественных и иных организациях;
- оказание членам Союза информационной, консультационной, материальной и иной помощи;
- взаимодействие с государственными органами и организациями, общественными организациями как в России, так и за рубежом по вопросам, связанным с деятельностью Союза;
- содействие и оказание помощи членам Союза в установлении и развитии связей с различными организациями ФРГ и немецкими диаспорами в других странах;
- содействие сохранению и популяризации исторического и культурно-национального наследия российских немцев, восстановлению и развитию национального языка и культуры в их традиционных и современных формах;
- содействие взаимодействию национальной интеллигенции и молодёжи и созданию условий для реализации их интеллектуального и творческого потенциала, общественной активности в условиях современного общества;
- развитие всестороннего сотрудничества с общественными организациями российских немцев;
- содействие и участие в восстановлении и сохранении памятников архитектуры, истории, культуры;
- содействие духовно-культурному сотрудничеству с религиозными организациями и содействие им в возвращении культовых зданий и сооружений.

В 1991—1995 годах основные усилия МСНК были направлены на развитие культурно-просветительской деятельности, установление и развитие контактов с государственными органами России и Германии, организацию проектов по развитию культуры российских немцев, проведение научных конференций, семинаров, фестивалей и Дней немецкой культуры. В октябре 1991 г. МСНК организовал первый всесоюзный фестиваль немецкой культуры. Почти 900 человек стало его участниками. В 1995 году при содействии МСНК было создано издательство «Готика».

## Деятельность
МСНК участвовал во всех заседаниях Межправительственной российско-германской комиссии по проблемам российских немцев.
С 1997 года МСНК участвует в реализации программы «Брайтенарбайт», осуществляемой Немецким обществом по техническому сотрудничеству, а также в реализации Президентской федеральной целевой программы развития социально-экономической и культурной базы возрождения российских немцев на 1997—2006 гг.
МСНК инициировал разработку новой федеральной целевой программы «Развитие социально-экономического и этнокультурного потенциала российских немцев на 2008—2012 годы», концепция которой была подписана в конце августа 2007 года в российском правительстве. В программе предусматривается поддержка мест компактного проживания российских немцев — Азовского немецкого национального района на Алтае, Немецкого национального района на Алтае, немецких сельских администраций Поволжья. Часть средств будет направлено на реализацию проектов, способствующих сохранению культурной идентичности российских немцев. Таким образом, выделенные российским государством средства станут важной поддержкой для дальнейшей деятельности общественных организаций российских немцев.
В 1996—1997 годах в качестве основных приоритетов были выбраны: молодёжная и информационная работа с центрами встреч, создание информационной сети, издательская деятельность. Были проведенные первые молодёжные лингвистические лагеря, начали выходить специализированные издания для центров встреч «Содружество» и «Objektiv».
С 1996 года МСНК проводит Форум центров встреч российских немцев — главное общественно-политическое и культурное событие для организаций российских немцев. В 2007 году был проведен VI форум центров встреч российских немцев.
В 1998 году при содействии и поддержке МСНК была учреждена «Moskauer Deutsche Zeitung» / «Московская немецкая газета».
В 1991—2000 годах МСНК проведено 20 фестивалей и Дней немецкой культуры в 16 регионах Российской Федерации, организованы 32 смены молодёжных лингвистических лагерей, 15 научно-практических конференций, около 550 концертов, 37 художественных экспозиций и фотовыставок, две рабочие встречи руководителей организаций российских немцев стран СНГ, 73 тематических семинара для руководителей и активистов общественных организаций российских немцев.
МСНК принимал активное участие в создании и деятельности общественных организаций и движений российских немцев, их координирующих и объединительных общественно-политических структур.

Сегодня важной задачей для МСНК является дальнейшее развитие самоорганизации российских немцев, основанной на общественной инициативе и демократических принципах самоуправления.

## Проекты
МСНК в 2007 году подготовил выставку фотографий «Точка зрения», посвященных российско-германскому сотрудничеству в пользу российских немцев. Выставка успешно экспонировалась в Москве и Висбадене. Теперь центры встреч, желающие её провести у себя, могут направить заявку в бюро МСНК.